# (21557) Daniellitt
(21557) Daniellitt (1998 QE73) – planetoida z grupy pasa głównego asteroid okrążająca Słońce w ciągu 5,2 lat w średniej odległości 3 j.a. Odkryta 24 sierpnia 1998 roku.